# Rk Lovćen Cetinje
A Lovćen kézilabda csapatát (szerbül: Rukometni klub Lovćen Cetinje) az 1949-es esztendő elején alapították Cetinjében. A kézilabda iránti szeretet attól kezdődően a mai napig megmaradt és ez a legkedveltebb sportág évtizedek óta e montenegrói városban. A cetinjei alakulat hosszú történelme során számos figyelemre méltó eredményt ért el, amellyel kitűnt a többi montenegrói csapat közül, s a régió egyik legsikeresebb gárdája lett. Hosszú évtizedek álma vált valóra, amikor a klub kiharcolta a Jugoszláv Szocialista Szövetségi Köztársaság 1. osztályában való szereplés jogát az 1987-1988-as évadban, amely abban az időszakban a világ egyik legerősebbje volt. Ezt követően a Lovćen továbbfejlődött, erősödött, új bajnokokat, válogatottakat, s világhírű játékosokat „nevelt ki". Miután a Lovćen ifjúsági csapata ezüstérmet szerzett a Jugoszláv Szocialista Szövetségi Köztársaságban, 1979-ben Ajdovščinaban, majd a felnőtt alakulat is feljutott Jugoszlávia legfelsőbb osztályába 1988-ban, a következő 2 évtizedben még szebb eredményeket ért el a gárda. Az 1997-1998-as évadtól kezdődően jött el a nagy áttörés. A klub döntőt játszott a jugoszláv kupában, a bajnokságban pedig 3. helyezést ért el, amelynek köszönhetően nemzetközi porondon is szerepelhetett, a City-kupában. Az 1999-2000-es szezonban még nagyobb sikert ért el a montenegrói csapat, első ízben lett jugoszláv bajnok. A következő idényben (2000-2001) sikerült a címvédés, míg a Bajnokok Ligájában 5. helyezett lett az egyesület. Ettől kezdődően gyakorlatilag minden évben ott van a csapat az EHF-kupában, Challenge-kupában illetve a Kupagyőztesek Európa kupájában. A 2005-2006-os évadban 3. helyezett lett a csapat a szerb-montenegrói ligában, míg Montenegróban 1. lett és elhódította a kupát. A 2006-2007-es szezonban újabb történelmi sikert aratott a gárda. A független Montenegrói Köztársaság első bajnoka lett az egyesület, s a juniorok között is 1. lett a Lovćen. 2007-2008-ban ezüstérmes lett a csapat, a juniorok pedig újból bajnokok lettek. Külön öröm volt a gárda számára, hogy a játékosok főleg a csapat utánpótlás-korosztályaiból kerültek ki, ami továbbra is azt jelzi, hogy Cetinje még mindig a montenegrói kézilabda fellegvára. A Lovćen ragyogó históriája során számos montenegrói, európai és világklasszist adott a kézilabda sportágnak. Manapság a cetinjei klub különböző korosztályú csapataiban több, mint 150-en tanulnak kézilabdázni, s remélhetőleg köztük vannak az újabb montenegrói- és világklasszisok.
A montenegrói csapat alapító tagja a 2011-2012-es évben kezdődő Regionális Kézilabda Ligának, amelyben horvát, szerb, bosnyák, montenegrói, macedón és szlovák csapatok szerepelnek majd.

## A Lovćen eddigi eredményei
- Jugoszláv bajnok: 2-szeres győztes: 1999-2000; 2000-2001
- Jugoszláv kupa: 2-szeres győztes: 2001-2002; 2002-2003
- Montenegrói bajnok: 2-szeres győztes: 2006-2007; 2011-2012
- Montenegrói kézilabdakupa: 3-szoros győztes: 2006-2007; 2009-2010; 2010-2011

## A csapat vezetőedzői
| Időszak                     | Név                                  |
| --------------------------- | ------------------------------------ |
| 2002-2007. március          | Ranko Popović                        |
| 2007. március-2007. június  | Aleksandar Saša Roganović            |
| 2007. július-2007. november | Branko Dumnić                        |
| 2007. november-             | Zoran Abramović                      |
| -2008. december 16.-        | Nikola Adžić                         |
| 2008. december-2009. július | Ljubomir Obradović                   |
| 2009. július-2009. november | Aleksandar Saša Roganović            |
| 2009. november-2010. május  | Ranko Popović                        |
| 2010. május-2011. március   | Ratko Ðurković                       |
| 2011. március-              | Petar Vujanović és Željko Petričević |